# Mount Owen, Nya Zeeland
Mount Owen är ett berg i distriktet Tasman på Sydön i Nya Zeeland. Det ligger i Kahurangi nationalpark och är 1 875 meter högt och är det högsta berget på den nordvästra delen av Sydön. Berget namngavs av Julius von Haast efter den engelske paleontologen Richard Owen.
Under Mount Owen finns många grottor, inklusive Nya Zeelands längsta grotta, Bulmer Cavern, som är över 71 kilometer lång, den är också den tredje djupaste grottan (755 meter) i landet.
Mount Owens sluttningar användes under inspelningen av Sagan om ringen och föreställer i filmen Dimrils dal, den plats där brödraskapet kommer ut ur Morias gruvor.